# Gran Premio de Montreal 2023
La 12.ª edición de la clásica ciclista Gran Premio de Montreal fue una carrera en Canadá que se celebró el 10 de septiembre de 2023 por los alrededores de la ciudad de Montreal, al que se le dieron 18 vueltas a un circuito de 12,2 km para completar un recorrido de 221,4 kilómetros.
La carrera formó parte del UCI WorldTour 2023, siendo la trigésima tercera competición del calendario de máxima categoría mundial. El vencedor fue el británico Adam Yates del UAE Emirates, quien estuvo acompañado en el podio por el francés Pavel Sivakov del INEOS Grenadiers y el español Alex Aranburu del Movistar, segundo y tercer clasificado respectivamente.

## Recorrido
El Gran Premio de Montreal dispuso de un recorrido total de 221,4 kilómetros, donde los ciclistas en la parte final disputaron un circuito de 18 vueltas de 12,2 kilómetros hasta la línea de meta.

## Equipos participantes
Tomaron parte en la carrera 23 equipos: 18 de categoría UCI WorldTeam invitados por la organización, 4 de categoría UCI ProTeam y la selección nacional de Canadá. Formaron así un pelotón de 159 ciclistas de los que acabaron 60. Los equipos participantes fueron:
| WorldTeams (18)- AG2R Citroën Team - Alpecin-Deceuninck - Astana Qazaqstan Team - Bahrain Victorious - Bora-Hansgrohe - Cofidis - EF Education-EasyPost - Groupama-FDJ - Ineos Grenadiers - Intermarché-Circus-Wanty - Jumbo-Visma - Lidl-Trek - Movistar Team - Soudal Quick-Step - Arkéa-Samsic - Team DSM-Firmenich - Team Jayco AlUla - UAE Team Emirates ProTeams (4)- Israel-Premier Tech - Lotto Dstny - Team Novo Nordisk - Tudor Pro Cycling Team Equipo nacional- Canadá |
| |

## Clasificación final
- La clasificación finalizó de la siguiente forma:[3]

### Clasificación general
| \| Clasificación general \| Clasificación general \| Clasificación general \| Clasificación general \| Clasificación general \| \| Ciclista \| Ciclista \| Equipo \| Tiempo \| \| \| --------------------- \| --------------------- \| ------------------------ \| --------------------- \| --------------------- \| \| 1.º \| Adam Yates \| UAE Team Emirates \| 5 h 54 min 02 s \| \| \| 2.º \| Pavel Sivakov \| Ineos Grenadiers \| + 3 s \| \| \| 3.º \| Alex Aranburu \| Movistar Team \| + 12 s \| \| \| 4.º \| Valentin Madouas \| Groupama-FDJ \| + 12 s \| \| \| 5.º \| Simone Velasco \| Astana Qazaqstan Team \| + 12 s \| \| \| 6.º \| Simon Yates \| Team Jayco AlUla \| + 12 s \| \| \| 7.º \| Ben O'Connor \| AG2R Citroën Team \| + 17 s \| \| \| 8.º \| Ion Izagirre \| Cofidis \| + 24 s \| \| \| 9.º \| Mattias Skjelmose \| Lidl-Trek \| + 29 s \| \| \| 10.º \| Marc Hirschi \| UAE Team Emirates \| + 29 s \| \| \| 11.º \| Tiesj Benoot \| Jumbo-Visma \| + 33 s \| \| \| 12.º \| Julian Alaphilippe \| Soudal Quick-Step \| + 38 s \| \| \| 13.º \| Brandon McNulty \| UAE Team Emirates \| + 55 s \| \| \| 14.º \| Guillaume Martin \| Cofidis \| + 55 s \| \| \| 15.º \| Michael Woods \| Israel-Premier Tech \| + 55 s \| \| \| 16.º \| Giovanni Aleotti \| Bora-Hansgrohe \| + 58 s \| \| \| 17.º \| Lorenzo Rota \| Intermarché-Circus-Wanty \| + 1 min 23 s \| \| \| 18.º \| Matej Mohorič \| Bahrain Victorious \| + 1 min 23 s \| \| \| 19.º \| Quentin Pacher \| Groupama-FDJ \| + 1 min 23 s \| \| \| 20.º \| Kevin Vermaerke \| Team DSM-Firmenich \| + 1 min 23 s \| \| |                    |                          |                 |
| |                    |                          |                 |
| Fuente: ProCyclingStats |                    |                          |                 |
| Clasificación general |                    |                          |                 |
| Ciclista | Ciclista           | Equipo                   | Tiempo          |
| 1.º | Adam Yates         | UAE Team Emirates        | 5 h 54 min 02 s |
| 2.º | Pavel Sivakov      | Ineos Grenadiers         | + 3 s           |
| 3.º | Alex Aranburu      | Movistar Team            | + 12 s          |
| 4.º | Valentin Madouas   | Groupama-FDJ             | + 12 s          |
| 5.º | Simone Velasco     | Astana Qazaqstan Team    | + 12 s          |
| 6.º | Simon Yates        | Team Jayco AlUla         | + 12 s          |
| 7.º | Ben O'Connor       | AG2R Citroën Team        | + 17 s          |
| 8.º | Ion Izagirre       | Cofidis                  | + 24 s          |
| 9.º | Mattias Skjelmose  | Lidl-Trek                | + 29 s          |
| 10.º | Marc Hirschi       | UAE Team Emirates        | + 29 s          |
| 11.º | Tiesj Benoot       | Jumbo-Visma              | + 33 s          |
| 12.º | Julian Alaphilippe | Soudal Quick-Step        | + 38 s          |
| 13.º | Brandon McNulty    | UAE Team Emirates        | + 55 s          |
| 14.º | Guillaume Martin   | Cofidis                  | + 55 s          |
| 15.º | Michael Woods      | Israel-Premier Tech      | + 55 s          |
| 16.º | Giovanni Aleotti   | Bora-Hansgrohe           | + 58 s          |
| 17.º | Lorenzo Rota       | Intermarché-Circus-Wanty | + 1 min 23 s    |
| 18.º | Matej Mohorič      | Bahrain Victorious       | + 1 min 23 s    |
| 19.º | Quentin Pacher     | Groupama-FDJ             | + 1 min 23 s    |
| 20.º | Kevin Vermaerke    | Team DSM-Firmenich       | + 1 min 23 s    |

## Ciclistas participantes y posiciones finales
Convenciones:
- AB-N: Abandono en la etapa N
- FLT-N: Retiro por llegada fuera del límite de tiempo en la etapa N
- NTS-N: No tomó la salida para la etapa N
- DES-N: Descalificado o expulsado en la etapa N

## UCI World Ranking
El Gran Premio de Montreal otorgó puntos para el UCI World Ranking para corredores de los equipos en las categorías UCI WorldTeam, UCI ProTeam y Continental. Las siguientes tablas son el baremo de puntuación y los diez corredores que obtuvieron más puntos:
| Posición   | 1.º | 2.º | 3.º | 4.º | 5.º | 6.º | 7.º | 8.º | 9.º | 10.º | 11.º | 12.º | 13.º | 14.º | 15.º | 16.º-20.º | 21.º-30.º | 31.º-50.º | 51.º-55.º | 56.º-60.º |
| Puntuación | 500 | 400 | 325 | 275 | 225 | 175 | 150 | 125 | 100 | 85   | 70   | 60   | 50   | 40   | 35   | 30        | 20        | 10        | 5         | 3         |

| Clasificación |                          |                  |        |
| Ciclista      | Ciclista                 | Equipo           | Puntos |
| ------------- | ------------------------ | ---------------- | ------ |
| 1.º           | Adam Yates               | UAE Emirates     | 500    |
| 2.º           | Pavel Sivakov            | INEOS Grenadiers | 400    |
| 3.º           | Alex Aranburu            | Movistar         | 325    |
| 4.º           | Valentin Madouas         | Groupama-FDJ     | 275    |
| 5.º           | Simone Velasco           | Astana Qazaqstan | 225    |
| 6.º           | Simon Yates              | Jayco AlUla      | 175    |
| 7.º           | Ben O'Connor             | AG2R Citroën     | 150    |
| 8.º           | Ion Izagirre             | Cofidis          | 125    |
| 9.º           | Mattias Skjelmose Jensen | Lidl-Trek        | 100    |
| 10.º          | Marc Hirschi             | UAE Emirates     | 85     |